# 六氟铝酸铵
六氟鋁酸銨，一種白色的無機化合物，分子式為(NH4)3[AlF6]，可溶於水。加热时，六氟铝酸铵分解成三氟化铝，并释放氢氟酸。它可用于制造沸石。
{\displaystyle {\ce {(NH4)3AlF6 -> AlF3 + 3NH3 ^ + 3HF ^}}}